# تفصيل (لغة)
التفصيل في اللغة ألا ينتظم نسق الكلام على القياس النحوي. وهو مأخوذ من معنى التفصيل في الشعر.
معادله في اليونانية (سكيما) مأخوذ هو الآخر من المعنى الشعري؛ الذي يراد به مخالفة القياس النحوي، أو الإتيان بألفاظ "صولية"، لضرورة شعرية.